# Бугакова, Мария Григорьевна
Мария Григорьевна Бугакова (узб. Mariya Grigorevna Bugakova; род. 6 июля 1985 года, Ташкент, Узбекская ССР) — узбекская пловчиха, неоднократная чемпионка Узбекистана, участница XXVII Летних Олимпийских игр, XXVIII Летних Олимпийских игр и XXIX Летних Олимпийских игр.

## Карьера
Начала тренироваться в раннем возрасте под руководством родителей Григория Бугакова и Натальи Обуховой. Её брат Данил Бугаков также занимался плаванием. В 1999 году на Чемпионате Азии среди своей возрастной группы в Гонконге заняла первое место.
В 2000 году Мария принимала участие на Летних Олимпийских играх в Сиднее (Австралия), где на 100 метрах баттерфляем показала результат 1:09.94 и заняла лишь 48-е место в квалификации.
В 2004 году на Летних Олимпийских играх в Афинах (Греции) на 100 метрах баттерфляем в квалификации показала результат 1 минуту 07.08 секунд, но этого не хватило, чтобы пройти в финальную часть турнира и она завершила выступление на Олимпийских играх.
В 2007 году на открытом Чемпионате России по плаванию в Санкт-Петербурге на дистанции 50 метров вольным стилем выполнила норматив Олимпийских игр 2008 года 26.29 секунд. В 2008 году на Летних Олимпийских играх в Пекине (Китай) выступала в вольном стиле на дистанции 50 метров, но в квалификации с результатом 29.73 секунд заняла лишь 68 итоговое место.